# Коста Стефанович
Коста Стефанович Арсеновски, още Ерсеновски или Арсенковски (на сръбски: Коста Стефановић или Kosta Stefanović), е сръбски политик, кмет на главния град на Вардарска Македония Скопие, Сърбия, от 1920 до 1921 година.
Стефанович е член на Югославската комунистическа партия. На 26 септември 1920 г. в Скопие се провежда Втората областна партийна конференция за Стара Сърбия и Македония, на който присъстват 16 делегати. Конференцията избира нов Изпълнителен комитет, в състав Душан Цекич, Коста Стефанович, Драгутин Тасич и други и е разгледан проблема за подобряване на агитацията за парламентарните избори. На изборите в Скопие най-голям брой гласове получава ЮКП и за председател на общината е избран Стефанович. Той остава начело на града до януари 1921 година, когато е уволнен с акт на Министерството на вътрешните работи.